# Amy (film fra 2015)
 For alternative betydninger, se Amy (flertydig). (Se også artikler, som begynder med Amy)
Amy (også kendt som Amy: The Girl Behind the Name) er en britisk dokumentarfilm fra 2015, der skildrer sanger Amy Winehouses liv og død.
Filmen er instrueret af Asif Kapadia.

## Medvirkende
- Amy Winehouse (arkivoptagelser)
- Mitch Winehouse, far
- Janis Winehouse, mor
- Raye Cosbert, leder
- Nick Shymanksy, ex-chef
- Blake Fielder-Civil, ex-mand
- Andrew Morris, bodyguard
- Darcus Beese, leder
- Yasiin Bey, ven
- Tyler James, ven
- Juliette Ashby, ven
- Lauren Gilbert, ven
- Pete Doherty , ven
- Cristina Romette, læge
- Mark Ronson, Winehouse album producent
- Salaam Remi, Winehouse album producent
- Tony Bennett, ven
- Sam Beste, pianist
- Monte Lipman
- Chip Somers, narkotikarådgiver
- Lucian Grainge
- Nick Gatfield